# Fritz Müller (kierowca wyścigowy)
Fritz Müller – niemiecki kierowca wyścigowy.

## Kariera
Müller rozpoczął karierę w międzynarodowych wyścigach samochodowych w 1979 roku od startów w German Racing Championship, gdzie jednak nie zdobywał punktów.  W późniejszych latach Niemiec pojawiał się także w stawce World Challenge for Endurance Drivers, European Touring Car Championship, FIA World Endurance Championship, 24-godzinnego wyścigu Le Mans, Deutsche Tourenwagen Meisterschaft oraz Global GT Championship.